# M-84
M-84 är en jugoslavisk stridsvagn baserad på den ryska T-72. Den sattes i tjänst hos Jugoslaviens folkarmé 1984. Flera varianter gjordes inklusive den senaste M-2001 som är väldigt lik den ryska T-90S.

## Produktionshistoria
Regeringen i Jugoslavien skrev på ett licensavtal 1979 med Sovjetunionen om att tillverka egna modeller av den ryska stridsvagnen T-72. 1982 tillverkades den första prototypen och den motsvarande de krav som Jugoslaviens armé hade. Två år senare 1984, startade produktionen i Đuro Đaković Specijalna Vozila d.d fabriken i Slavonski Brod, Kroatien. Samma år sattes den i tjänst. Det är väldigt få synliga skillnader mellan M-84:an och T-72:an. Precis som T-72 har den en rysk 125 mm 2A46 slätborrad kanon med en automatisk laddare, som tillåter den att avfyra 8 projektiler i minuten. Kanonen har en effektiv räckvidd på 10 km. I stridsvagnen förvaras det 42 projektiler. Den kraftiga 1000 hk motorn ger stor acceleration, högre hastighet och bättre kraft till viktförhållande. På tornet finns två ställen med rökgranater, sju på vänster sida och fem på höger sida. På M-84:an finns även meteorologisk utrustning i form av två sensorer som sitter på tornets främre sida. 502 M-84 och M-84A modeller byggdes innan kriget började i Jugoslavien. Cirka 700 har byggts sammanlagt. I slutet av 1980-talet startade ett nytt projekt om en ny stridsvagn kallad Vihor (Whirlwind). Till skillnad från M-84:an, var Vihor inte en kopia av en rysk stridsvagn, utan en helt ny design. Men på grund av splittringen av Jugoslavien övergavs projektet.

## Användning
1989 beställde Kuwait 200 M-84:or, inklusive 15 befälvarianter och 15 bepansrade bärningsfordon. 12 stycken levererades innan Irak invaderade landet 1990 och startade Gulfkriget. Under kriget fortsatte leveranserna till Kuwaits styrkor som var stationerade i Saudiarabien. Leveranserna stoppades senare på grund av upplösningen av Jugoslavien. Gulfkriget blev första gången M-84:an sattes i strid. Ett dussintal M-84AB:or var i Kuwaits 35 Fatah (martyr) pansar brigaden. Under stridigheterna förlorades det bara två stycken, men de återfanns senare. Efter kriget (1995) hade Kuwait cirka 150 M-84:or. År 2005 var 50 % i förvaring. I början av 1990-talet började det bli oroligt på Balkan. Många, i bland annat Bosnien (som tillhörde Jugoslavien), ville bli självständiga. Flera i andra länder ville det också och detta ledde till ett inbördeskrig (Kriget i Jugoslavien) 1991-1994. Under kriget hölls de flesta M-84:or utanför stridigheterna, de var alldeles "för dyrbara för att förloras i stridigheter i städerna." När den dock användes i strid var dess frontpansar nästan ogenomträngligt, men på sidorna och baktill kunde den penetreras av de flesta antistridsvagnsmissiler. Därför kom den att användas med ett effektivt infanteristöd. 
1998-1999 blev det ett nytt krig, denna gång i Serbien, där provinsen Kosovo ville bli självständig. M-84:an sattes in i stridigheterna i Serbiens armé. NATO (som också var inblandade mot Serbien) hittade en förstörd M-84 i Kosovo. Den var en av bara tre "moderna" stridsvagnar som hittades av NATO under kriget. Serbiens regering offentliggjorde att 10 andra stridsvagnar också skadades, men dessa kunde repareras och transporteras ut ur Kosovo. 
M-84 är fortfarande i tjänst. I Kroatien 95, Kuwait 149 (50 % i förvaring), Slovenien 54, Serbien 238 och Bosnien 85 (i mars 2006 när styrkorna slogs ihop till Bosnien och Hercegovinas armé).

## Varianter
- M-84: Första varianten från 1982. Utrustad med DNNS-2 sikte för både dag och natt, har en svagare V-46-6 motor på 573 kW (780 hk) och rökgranater på tornet.
- M-84A: Utvecklades i slutet på 1980-talet. Utrustad med en starkare V-46TK motor på 735 kW (1 000 hk) och med bättre skydd från den ryska T-72A. Är i tjänst hos Kroatien 44, Slovenien 45 och forna Jugoslavien 290.
- M-84AB: Exportvariant av M-84A med SUV-M-84 datoriserad eldledningssystem, inkluderat DNNS-2 siktet för dag och natt, en oberoende kanonstabiliserare i två paneler och en odelad LRF. Den har också TNP-160 periskop, TNPA-65 hjälpteleskop, DNKS-2 periskop för tankchefen som kan användas dag och natt, TNPO-168 teleskop för föraren. 149 stycken är i tjänst hos Kuwait.
- M-84AK: Befälsvariant med extra radioutrustning.
- M-84ABK: Befälstridsvagn med omfattande kommunikations utrustning, navigationssystem och en generator för tankchefens utrustning.
- M-84ABN: Utrustad med bättre navigationsutrustning (TELDIX).
- M-84AI: Bepansrat bärgningsfordon.
- M-84AB1: Förbättring av M-84A1, men bättre utrustad. Väldigt lik den Polska WZT-3.
- M-84A4 Sniper: Version med den nya SCS-84 siktet för dag och natt, DBR-84 ballistisk dator, bättre upphöjning och rörelsesensorer.
- M-90 Vihor: Experimentprototyp av helt ny design. 1990 tillverkades det en prototyp och projektet övergavs på grund av splittringen av Jugoslavien.
- M-91/M-92 Vihor: ? (ingen information).
- M-84A4: Kroatisk version med förbättrad SUP OMEGA-84 eldledningssystem. En prototyp tillverkades.
- M-95 Degman: Ny Kroatisk version med en ny torndesign. Utrustad med RRAK reaktivt pansar,
- M-2001: den senaste versionen som introducerades 2004. Den innehåller ett nytt eldledningssystem, reaktivt pansar av typen Kontakt-5, 9M119/9M119M antistridsvagnsrobotar (kallas av NATO för AT-11 Sniper och är följande robotar som avfyras från kanonen och kan skjutas mot fordon och helikoptrar), Agava-2 mörkersikte och Shtora skyddssystem. Den är väldigt lik den ryska T-90S.

## Bilder

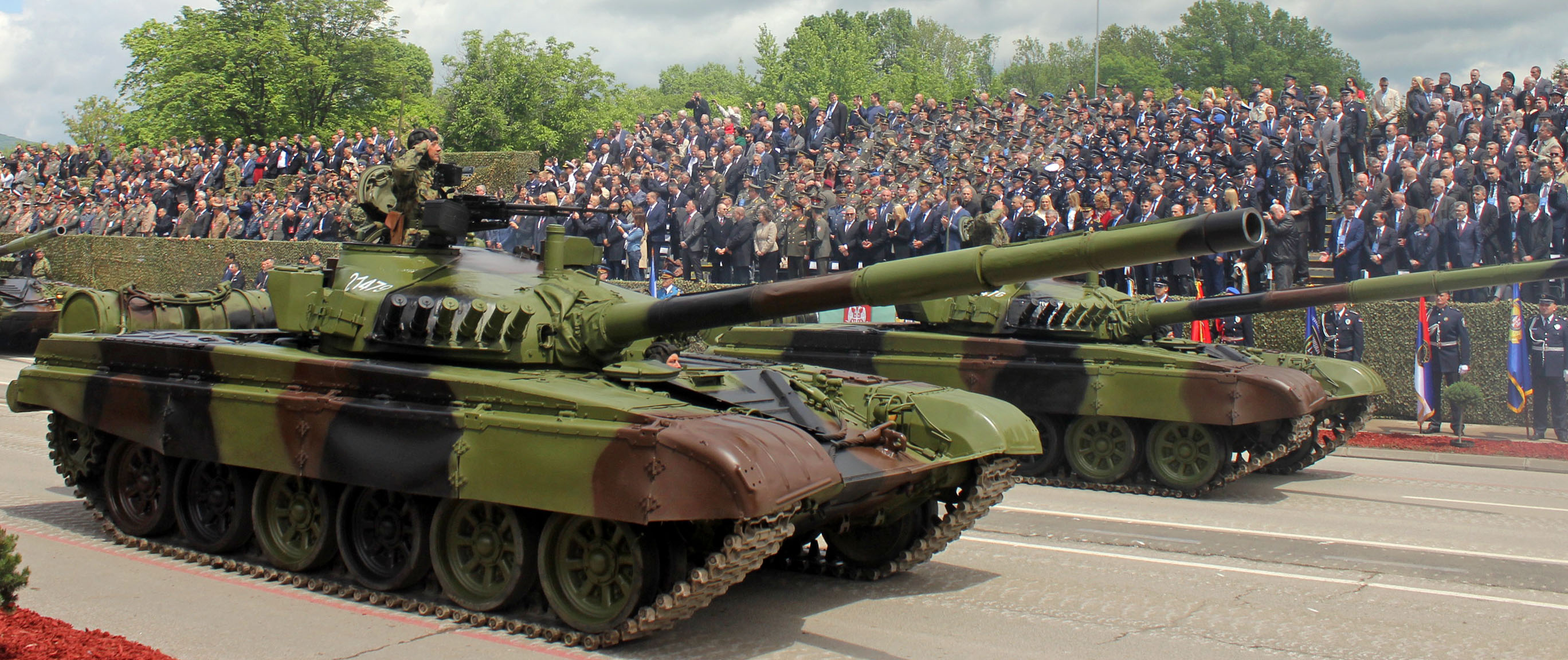
Två serbiska M-84A under en militärparad i Niš 2019
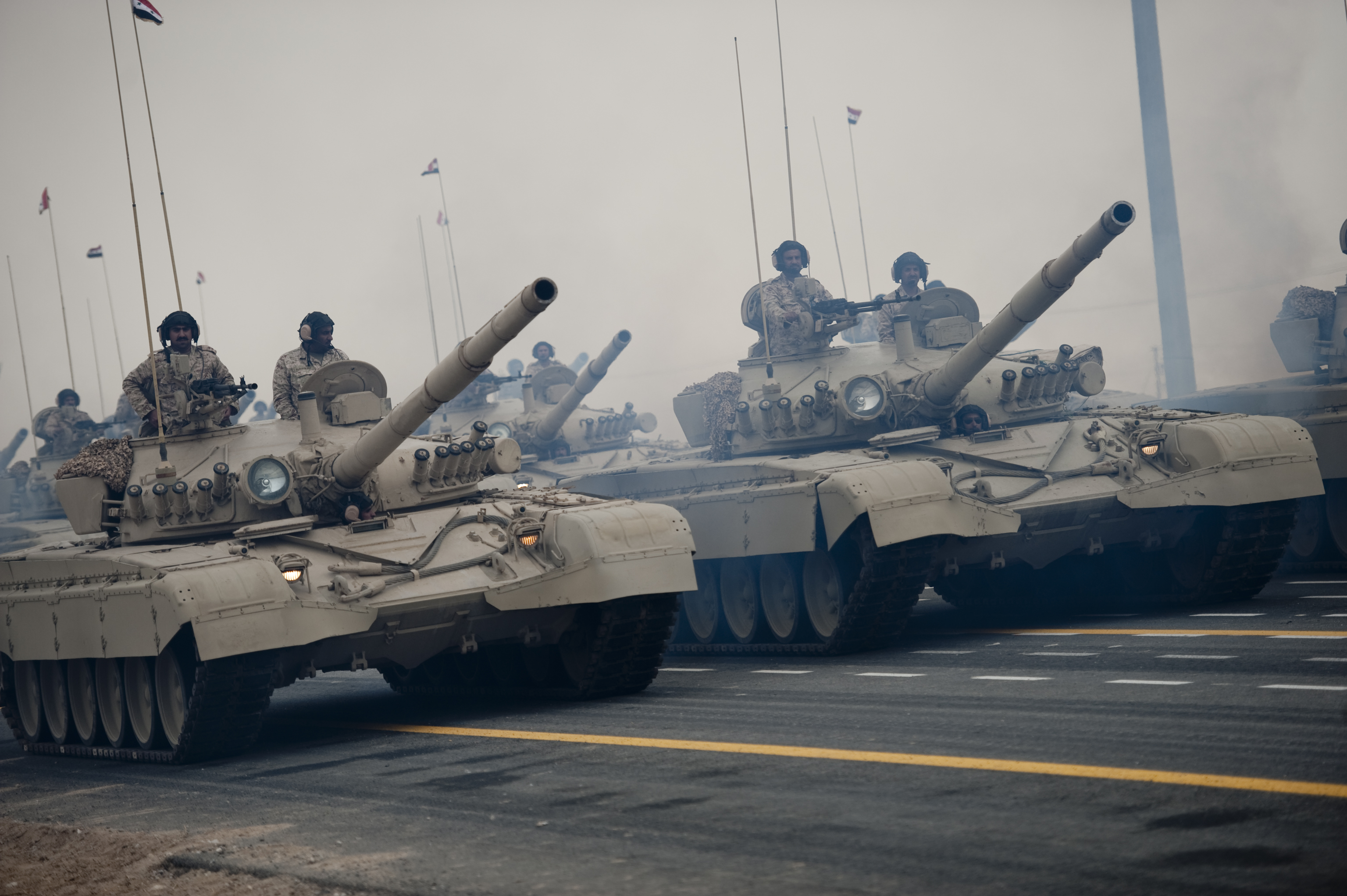
Två M-84AB från Kuwait
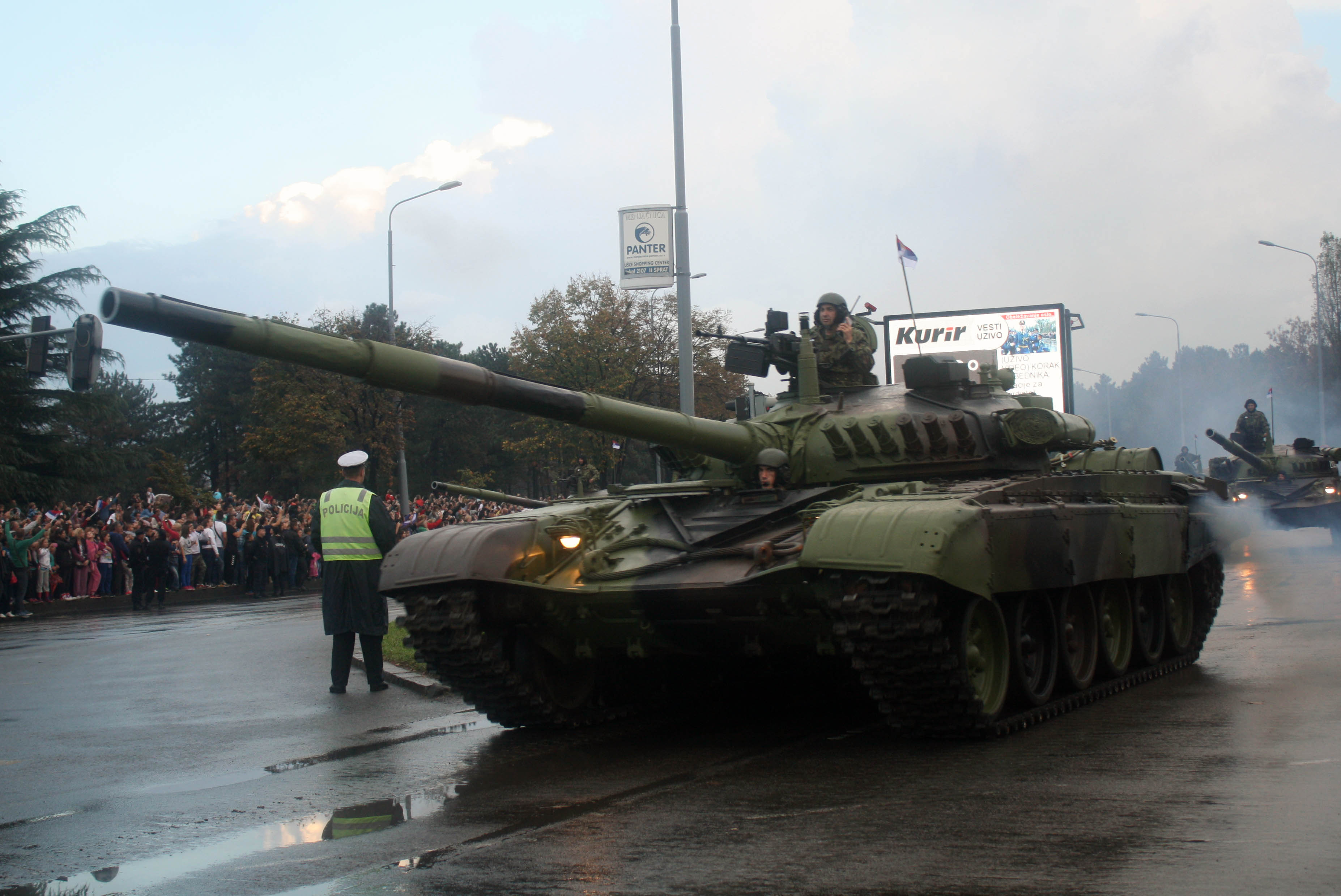
Serbisk M-84AK
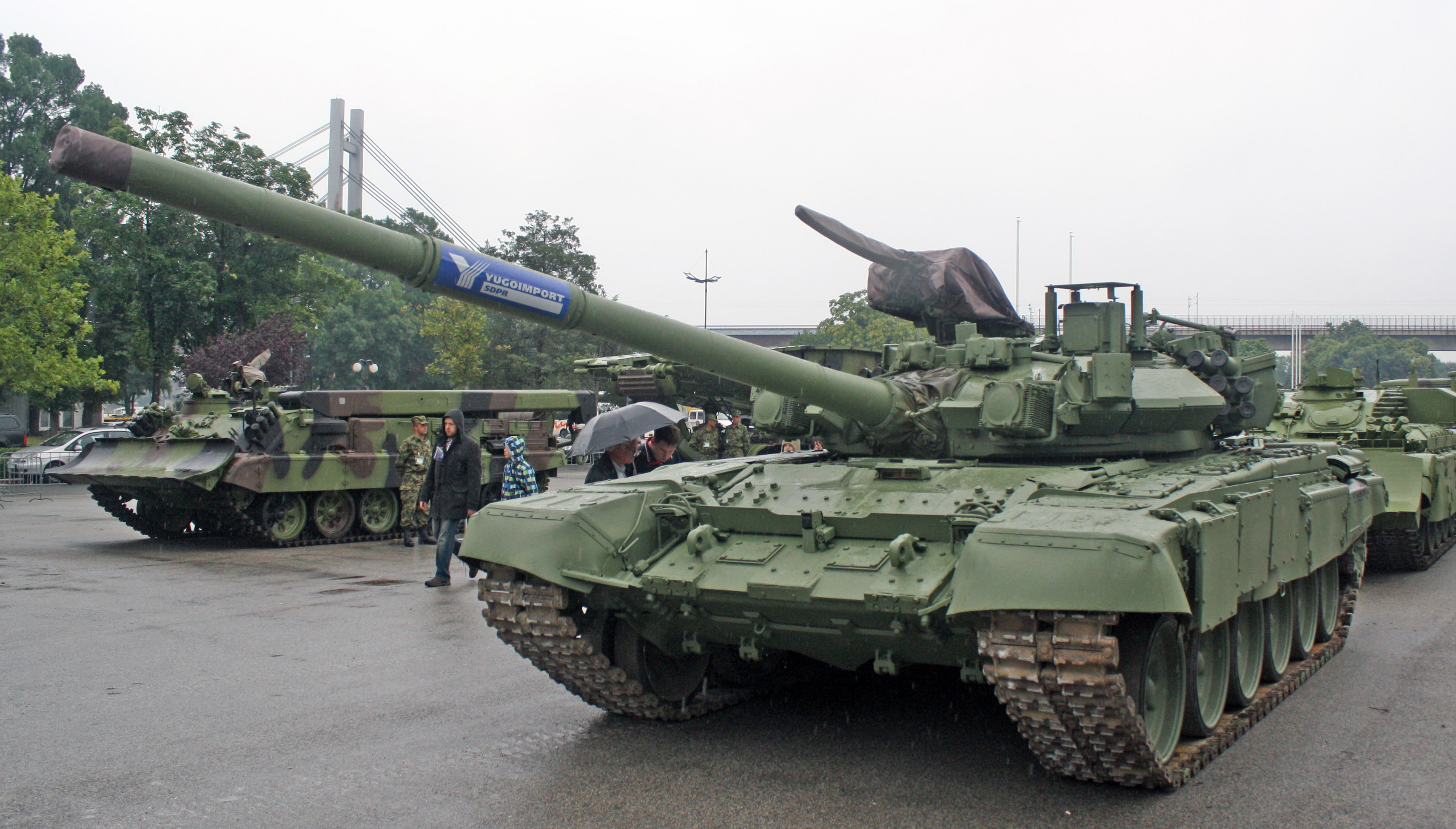
M-84AB1
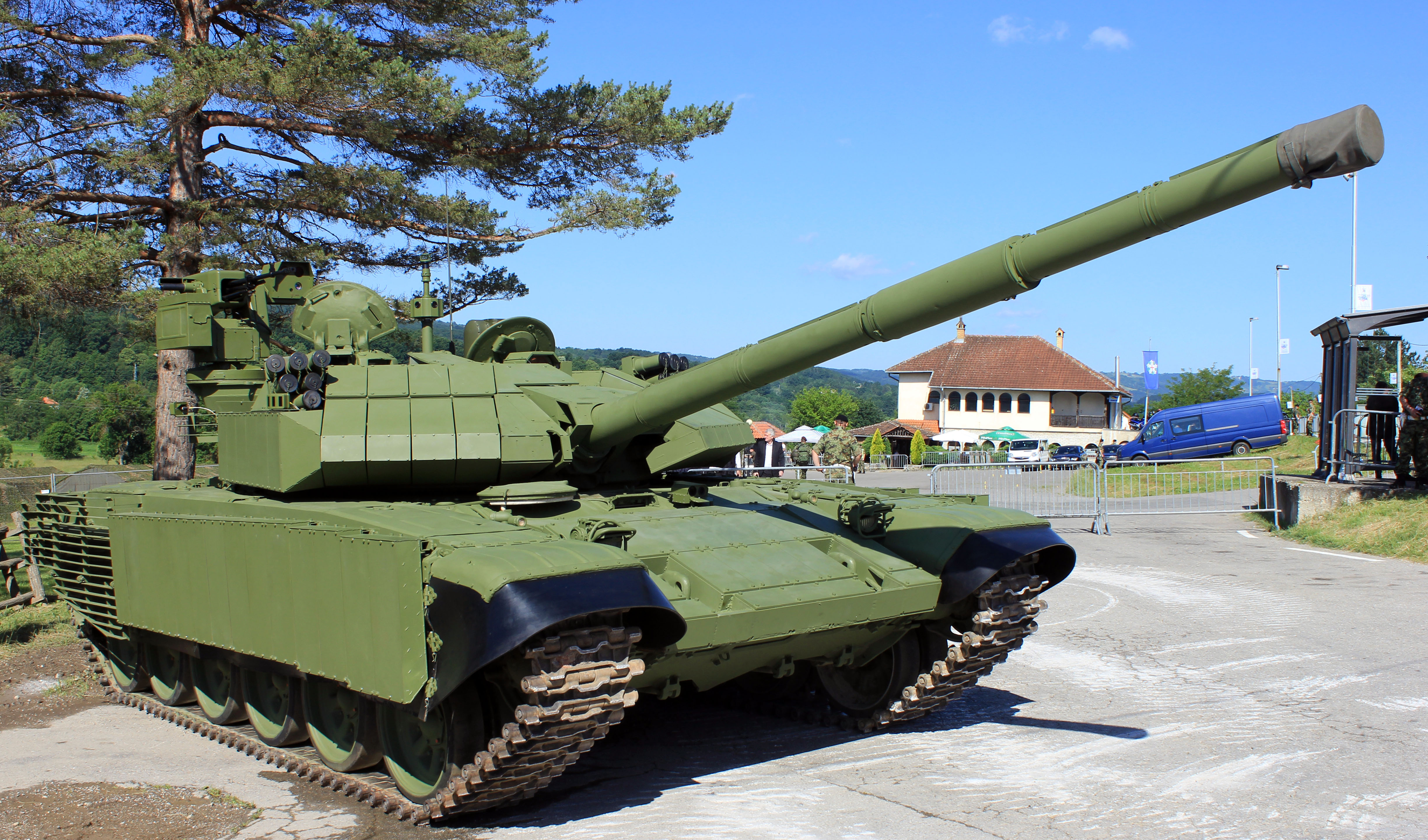
M-84AS1
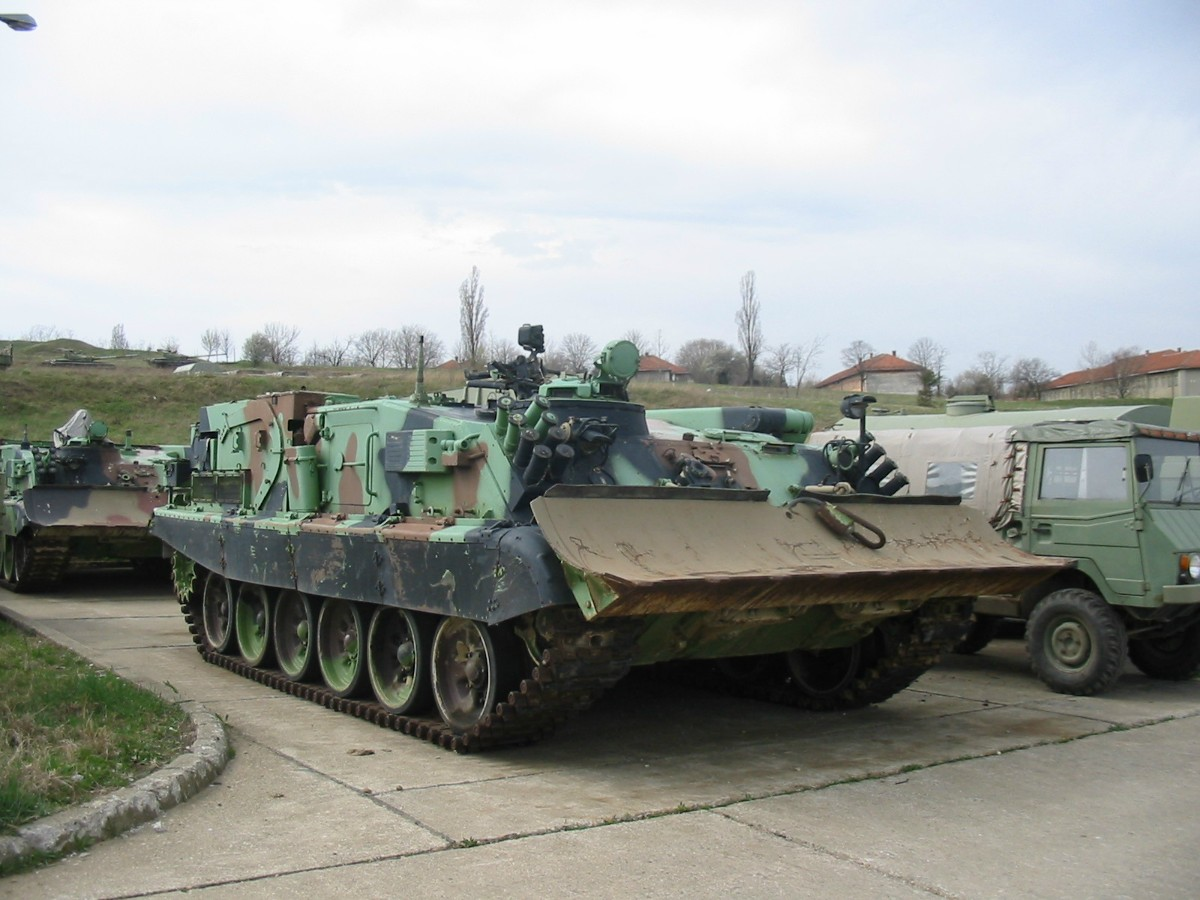
M-84AI
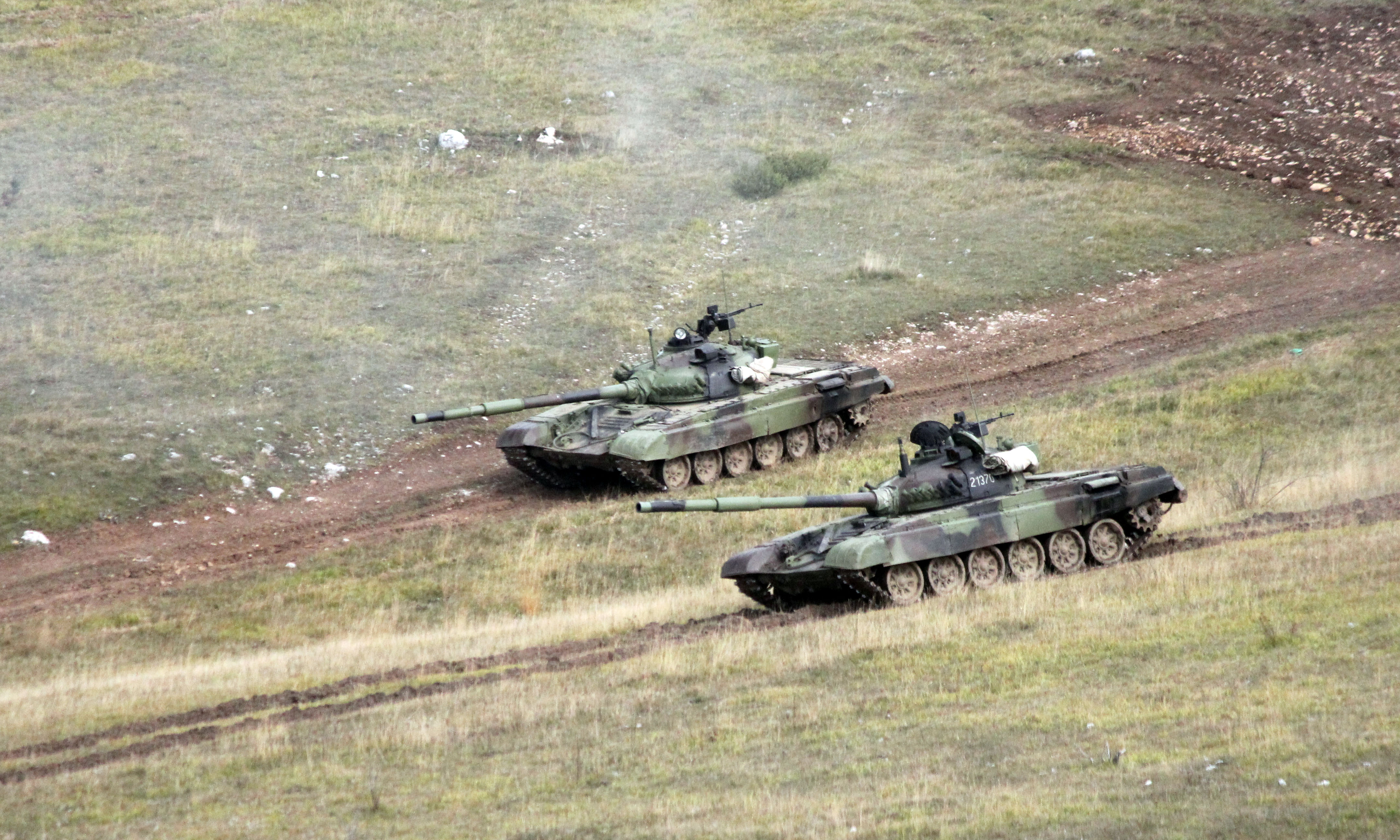
Två serbiska M-84 på ett övningsfält